# Thabo Sefolosha
Thabo Patrick Sefolosha (IPA: ˈtɑːboʊ ˌsɛfəˈloʊʃə) (ur. 2 maja 1984 w Vevey) – szwajcarski koszykarz pochodzenia afrykańskiego, grający na pozycji rzucającego obrońcy lub niskiego skrzydłowego.
Karierę rozpoczął w 2001, jako zawodnik Tege Riviera Basket. Następnie zawodnik ÉS Chalon-sur-Saône. Kolejny sezon spędził we włoskim Pallacanestro Biella. Do NBA dołączył w 2006, kiedy to Chicago Bulls wybrali go z 13 numerem draftu. W latach 2009–2014 był zawodnikiem Oklahoma City Thunder.
15 lipca 2014, wraz z prawami do Jorgosa Prindezisa przeszedł na zasadzie wymiany sign and trade do Atlanty Hawks w zamian za prawa do Sofoklisa Schortsanitisa.
W 2010 został wybrany do drugiego składu defensywnego sezonu.
18 lipca 2017 podpisał umowę z Utah Jazz.
23 września 2019 został zawodnikiem Houston Rockets.

## Osiągnięcia
Stan na 3 grudnia 2020, na podstawie, o ile nie zaznaczono inaczej.
NBA
- Finalista NBA (2012)[9]
- Zaliczony od składu II składu defensywnego NBA (2010)[10]
- Lider play-off w skuteczności rzutów wolnych (2011 - wspólnie z Jamesem Jonesem)[11]

Inne
- Uczestnik meczu gwiazd francuskiej ligi LNB Pro A (2004/05)[12]
- Lider ligi szwajcarskiej w przechwytach (2002)

Reprezentacja
- 4-krotny uczestnik Eurobasketu dywizji B z reprezentacją Szwajcarii (2005, 2007, 2009, 2011)